# Recz
Recz (Duits: Reetz) is een stad in het Poolse woiwodschap West-Pommeren, gelegen in de powiat Choszczeński. De oppervlakte bedraagt 12,39 km², het inwonertal 3001 (2005).

## Verkeer en vervoer
- Station Recz Pomorski